# 劉寬夫
刘宽夫（?—?），字盛之，洺州广平人，唐朝政治人物。劉迺之孙，刘伯刍之子。
刘宽夫登进士第，历任诸府从事。唐敬宗宝历年间，入朝为监察御史。曾经上言：“近日摄祭多派遣王府官僚，官位名望较轻，有失严肃恭敬。请求今后摄太尉，派遣尚书省三品以上和保傅宾詹等东宫三品官；如果人少，也令尚书左右丞、侍郎通摄。”不久刘宽夫转任左补阙。陈岵进注《维摩经》，因供奉僧人，得任濠州刺史。刘宽夫与他同列，上言弹劾陈岵因供奉僧人进献佛经来求刺史。唐敬宗大怒对宰相说：“陈岵并没有通过僧人得任州刺史，谏官怎能说出此言。”刘宽夫上奏：“昨天众人弹劾陈岵，没有记下发言顺序，只有臣草拟文状，现在论事不当，臣当按罪伏诛。如果追查这话从何而来，恐伤事体。”敬宗嘉赏他引过，欣然原谅了他。刘宽夫官至澤潞掌書記、祕書省校書郎。刘宽夫三子：劉允章，字韞中；刘焕章，字文中；刘玄章，字求中。刘允章字子刘濟明，字外朗。